# آس نبس
آس نبس (به اسپانیایی: As Neves) یک شهرستان در اسپانیا است که در استان پنتبدرا واقع شده‌است.

## خصوصیات
آس نبس ۶۵٫۹۹ کیلومترمربع مساحت و ۴٬۴۲۹ نفر جمعیت دارد.